# Klimmen en Dalen
Klimmen en dalen is een lithografie van de Nederlandse kunstenaar Maurits Cornelis Escher, voor het eerst gedrukt in maart 1960. De originele print meet 35,5 cm x 28,5 cm. De litho toont een groot gebouw met een trap zonder einde. Op de trap verschijnen twee rijen identiek geklede mannen, de ene rij stijgt en de andere daalt. Twee figuren zitten apart van de mensen op de eindeloze trap: de ene op een afgelegen binnenplaats, de andere op een lagere trap. Terwijl de meeste tweedimensionale kunstenaars relatieve verhoudingen gebruiken om een illusie van diepte te creëren, gebruikt Escher hier en elders tegenstrijdige verhoudingen om de visuele paradox te creëren.
Klimmen en dalen werd beïnvloed door en is een artistieke implementatie van de Penrose-trap, een onmogelijk object; Lionel Penrose had zijn concept voor het eerst gepubliceerd in het februarinummer van 1958 van het British Journal of Psychology. Escher werkte het thema verder uit in zijn prent Waterval, die in 1961 verscheen.
De twee concentrische processies op de trappen gebruiken voldoende mensen om het gebrek aan verticale stijging en daling te benadrukken. Bovendien maakt de lengte van de door de mensen gedragen kleren duidelijk dat sommigen klimmen en anderen dalen.
De structuur is ingebed in menselijke activiteit. Door een onverklaarbaar ritueel te tonen van wat Escher een 'onbekende' sekte noemt, heeft Escher een sfeer van mysterie toegevoegd aan de mensen die de trappen op- en afgaan. Daarom hebben de trappen zelf de neiging om opgenomen te worden in die mysterieuze verschijning.
Er zijn 'vrije' mensen en Escher zei hierover: 'recalcitrante individuen weigeren voorlopig mee te doen aan de oefening van het traplopen. Ze hebben er helemaal geen zin in, maar ongetwijfeld zullen ze vroeg of laat de fout van hun non-conformiteit inzien.'
Escher suggereert dat niet alleen het werk, maar ook de levens van deze monnik-achtige mensen worden uitgevoerd in een onontkoombare, dwingende en bizarre omgeving. Een andere mogelijke bron voor het uiterlijk van de mensen is het Nederlandse idioom monnikenwerk, dat verwijst naar een lange en repetitieve werkactiviteit zonder enige praktische doeleinden of resultaten, en, bij uitbreiding, naar iets volkomen nutteloos.
Twee eerdere Escher-foto's met trappen zijn Trappenhuis en Relativiteit.